# ARCH
Trong kinh tế lượng, các mô hình dạng AutoRegressive Conditional Heteroskedasticity (ARCH)được sử dụng để đặc tả và mô hình hóa chuỗi thời gian (time series). Chúng được sử dụng mỗi khi có lý do tin rằng, tại bất cứ điểm thời gian nào, chuỗi có variance thay đổi. Cụ thể, các mô hình ARCH giả sử rằng variance của error term hiện tại là một hàm số của kích thước thực của các error terms của các giai đoạn thời gian trước: thuông thường là variance sẽ có quan hệ với bình phương của các error terms trước đó.
Các mô hình này thường được gọi là mô hình ARCH (Engle, 1982), cho dù biến thể của nó rất đa dạng. Mô hình ARCH thường được sử dụng trong mô phỏng các chuỗi thời gian trong tài chính, có volatility thay đổi theo thời gian và bị chia khúc, nghĩa là có các khúc/giai đoạn có volatility rất cao, sau đó là các khúc giai đoạn yên tĩnh.
Mô hình ARCH cơ bản có dạng:
- Một mean equation mô hình hóa chuỗi thời gian chính.
- Error term của mean equation trên là:{\displaystyle ~\epsilon _{t}~} được chia thành:
{\displaystyle ~\epsilon _{t}=\sigma _{t}z_{t}~}
trong đó {\displaystyle z_{t}} là một biến ngẫu nhiên trích xuất từ phân phối Gaussian distribution, trung bình là 0 và độ lệch chuẩn (standard deviation) bằng 1. (nghĩa là {\displaystyle z_{t}{\overset {\textrm {iid}}{\thicksim }}N(0,1))} và trong đó
chuỗi {\displaystyle \sigma _{t}^{2}} được mô hình hóa bởi 
{\displaystyle \sigma _{t}^{2}=\alpha _{0}+\alpha _{1}\epsilon _{t-1}^{2}+\cdots +\alpha _{q}\epsilon _{t-q}^{2}=\alpha _{0}+\sum _{i=1}^{q}\alpha _{i}\epsilon _{t-i}^{2}}
trong đó {\displaystyle ~\alpha _{0}>0~} and {\displaystyle \alpha _{i}\geq 0,~i>0}.